# Arthur Smith
Arthur Athelstan Smith  (ur. 24 lipca 1887 w Inverness, zm. 23 października 1958 w Durbanie) – południowoafrykański strzelec sportowy specjalizujący się w konkurencjach karabinowych, olimpijczyk.
Smith wystartował podczas V Letnich Igrzysk Olimpijskich w 1912 roku w czterech konkurencjach. Najlepszy wynik indywidualnie osiągnął w strzelaniu z karabinu dowolnego z 300 metrów w trzech postawach – zajął 64. miejsce zdobywając 752 punkty. W strzelaniu z karabinu wojskowego z 300 metrów w trzech postawach 84. miejsce. W konkurencjach drużynowych zajmował kolejno 6. miejsce w strzelaniu z karabinu dowolnego z 300 metrów w trzech postawach oraz 4. miejsce w strzelaniu z karabinu wojskowego.